# Myndus gomphos
Myndus gomphos är en insektsart som beskrevs av Kramer 1979. Myndus gomphos ingår i släktet Myndus och familjen kilstritar. Inga underarter finns listade i Catalogue of Life.